# Społeczność Chrześcijańska Południe w Warszawie
Społeczność Chrześcijańska „Południe” w Warszawie – jeden ze zborów Kościoła Chrystusowego w RP działający w Warszawie. Pastorem przełożonym zboru jest Marek Sobotka.

## Historia
Wiosną 2010 Rada Starszych Społeczności Chrześcijańskiej „Północ” w Warszawie postanowiła o utworzeniu nowego zboru Kościoła. Jesienią tego roku zdecydowano, że lokalizacją nowej wspólnoty zostanie Wawer, a przewodzić jej będzie pastor Marek Sobotka.
Siedzibą nowej społeczności stała się wynajęta sala Centrum Szkolenia i Doskonalenia Kadr przy ul. Edisona 2. W październiku 2010 zainicjowano spotkania kilkudziesięcioosobowej grupy członków SCh Północ, którzy mieli dać początek nowemu zborowi.
Inauguracyjne nabożeństwo Społeczności Chrześcijańskiej „Południe” odbyło się 6 marca 2011. Przez pierwszy rok działalności nowy zbór spotykał się w lokalu przy ul. Edisona 2. Od maja 2012 nową siedzibą Społeczności stała się sala w budynku przy ul. Mińskiej 65. W 2016 wspólnota liczyła ponad 250 wiernych.
W październiku 2018 ze Społeczności Chrześcijańskiej „Południe” została wydzielona nowa Społeczność Chrześcijańska „Wilanów”, spotykająca się w pomieszczeniach  Międzypokoleniowego Centrum Edukacji przy ul. Radosnej 11.

## Działalność
Nabożeństwa odbywają się w niedziele o godzinach 10.00 i 12.00 przy ul. Mińskiej 65.
Prowadzone są także nabożeństwa Kościoła Dziecięcego oraz inne wydarzenia przeznaczone dla dzieci oraz rodziców. Przy zborze działa Pozaszkolny Punkt Katechetyczny.
Odbywają się spotkania Neon dla młodzieży oraz XY dla młodych dorosłych. Działa służba Wokół Kobiety oraz Klub Ojca. Mają miejsc spotkania w grupach domowych.
Organizowany jest Kurs Alpha dla zainteresowanych wiarą chrześcijańską, jak również spotkania Powołani do wolności. Działa służba uwielbieniowa, służba uzdrowienia i uwolnienia oraz grupa modlitwy wstawienniczej, którą prowadzi za osoby potrzebujące oraz Kościół. Przy zborze prowadzona jest również poradnia chrześcijańska oraz kawiarnia Cafe w Samo Południe.